# Росс, Шермейн
Шермейн Росс (англ. Shermaine Ross, род. 20 июля 1972, Сент-Джорджес) — гренадская легкоатлетка, выступавшая в беге на средние дистанции. Участница летних Олимпийских игр 1992 года.

## Биография
Шермейн Росс родилась 20 июля 1972 года в гренадском городе Сент-Джорджес.
Трижды выигрывала бронзовые медали среди юниоров до 20 лет на CARIFTA Games — в 1989 и 1991 годах в беге на 400 метров, в 1990 году — в беге на 800 метров.
В 1992 году вошёл в состав сборной Гренады на летних Олимпийских играх в Барселоне. В беге на 400 метров в 1/8 финала заняла последнее, 8-е место, показав результат 55,49 секунды и уступив 0,35 секунды попавшей в четвертьфинал с 4-го места Джайямини Иллеперуме со Шри-Ланки.
Дважды участвовала в чемпионатах мира по лёгкой атлетике. В 1991 году в Токио в беге на 400 метров выбыла в 1/8 финала (55,90). В 1993 году в Штутгарте выбыла в четвертьфинале в беге на 400 метров (55,80) и на 800 метров (2.15,84).

## Личный рекорд
- Бег на 400 метров — 53,44 (1995)[3]
- Бег на 800 метров — 2.09,94
- Бег на 500 метров (в помещении) — 1.11,51 (20 февраля 1994, Сиракьюс)[2]